# Sabrina, the Teenage Witch (banda desenhada)
Sabrina the Teenage Witch é uma história de banda desenhada publicada pela Archie Comics sobre as aventuras de uma adolescente chamada Sabrina Spellman. A personagem foi criada pelo escritor George Gladir e pelo artista Dan DeCarlo. Os personagens também apareceram em várias outros formatos de mídia. Um deles foi uma série de TV, Sabrina. Já houve também um desenho animado produzido pela Filmation. Outro formato foi uma série de romances escritos por vários autores, incluindo Nancy Holder, Diana G. Gallagher, e Mel Odom.
Sabrina, que na verdade, é uma meia-bruxa (sua mãe é mortal, e seu pai um bruxo) vive com suas duas tias, Hilda and Zelda (ambas bruxas), na cidade fictícia de Greendale, localizada em algum lugar em Riverdale, a cidade natal da Archie Andrews. Também vivendo com estas três mulheres como bicho de estimação está Salem Saberhagen, um bruxo transformado em gato como punição por suas tentativas de dominação mundial.
A maioria das aventuras de Sabrina consistem ou da sua tentativa de usar seus poderes em segredo para ajudar os outros (a bruxas geralmente não são permitidas contar a mortais sobre suas habilidades), aprender mais sobre seus poderes (ou com suas tias ou através de viagens à Outra Realidade, um plano extradimensional que é a casa de várias criaturas mágicas, incluindo bruxas), ou tentando lidar com as trivialidades do dia-a-dia de ser uma adolescente. Sabrina também tem um namorado mortal chamado Harvey Kinkle, que não sabe que Sabrina é uma bruxa. No seriado de TV, Harvey fica sabendo que Sabrina é uma bruxa por si só.

## A primeira aparição de Sabrina em 1962
Sabrina apareceu pela primeira vez na edição 22 da revista Archie's Mad House em 1962. Naquela época, pretendia-se que fosse uma personagem de carreira curta. Como os leitores gostaram da personagem, continuou a aparecer em algumas edições do mesmo título.

## Revista Archie 1969-1985
Sabrina fez aparições regulares na revista Archie´s TV Laught-out. O título foi publicado de 1969 a 1985, e teve 106 edições.

## Revista Sabrina The Teenage Witch 1971-1983
A revista Sabrina The Teenage Witch foi publicada de 1971 a 1983, e teve 77 edições. , , 

## Outras revistas com Sabrina
Sabrina ocasionalmente aparece em outras revistas da Archie Comics como visitante do Archie, Betty Cooper, Veronica Lodge e Jughead Jones.

## Versão mangá
Em 2004, começando com número 58 (na segunda série da revista Sabrina the Teenage Witch), a história foi feita por Tania del Rio, inspirada em mangás. A revista foi realizada tendo personagens um pouco mais sérios.

## Histórias do Jovem Salem
Hoje em dia, uma minissérie spin-off trazendo Salem como um jovem, está na mesma continuidade que a história em mangá de Sabrina, e foi escrita por Ian Flynn e ilustrada por Chad Thomas. A minissérie continua diretamente na série regular de Sabrina, começando na edição #101, mas com um título diferente: "As lendas mágicas do jovem Salem". Isso foi feito para corte de custos. As novas séries são parcialmente baseadas em histórias de duas partes que ocorreram durante a série de Sabrina mangá, entre os números 93 e 94, que foram um flashback sobre o poder de Salem. Como no número 104, a primeira minissérie "As lendas mágicas do jovem Salem" foi concluída, mas aparentemente a revista está suspensa por razões internas e a Archie Comics ainda não anunciou quando retorna.

## Outras mídias
Em 1996, a revista foi adaptada para uma série feita para a TV de mesmo nome. Em Setembro do mesmo ano, foi lançado um filme. Ambos estrelados por Melissa Joan Hart, como Sabrina. A casa de ficção das séries foi transferida para Westbridge. O seriado durou sete temporadas e incluiu dois filmes e uma trilha sonora.
Em 1999, Hart dublou as duas tias para o desenho animado de Sabrina. Esta série durou uma temporada e produziu 65 episódios, o filme para a TV e uma série de continuação spin-off.

## Personagens
- Sabrina Spellman: personagem principal. No seriado, é esperta, mas impulsiva. Age com boa vontade e boas intenções sem pensar em suas ações e nas consequências. A primeira temporada do seriado consistia de e Sabrina fazendo algo para ajudar seus amigos ou punir inimigos, e então, lidando com as consequências de chamar as tias para lidar com os problemas.
- Hilda Spellman: Tia de Sabrina. Na revista, é a mais madura e lógica das tias. No seriado, é frívola, constantemente checando a aparência e evitando tarefas que ache difíceis ou chatas. Também no seriado, ela diz que trabalhou com Salem enquanto este queria dominar o mundo, daí o Conselho de Bruxas a sentenciou a tomar conta dele por 100 anos e mantê-lo livre de parasitas.
- Zelda Spellman: Tia de Sabrina. Na revista é a mais frívola das tias. No seriado, é a mais esperta e mais paciente das irmãs e atualmente é a voz da razão. Também é mais responsável. No começo, nas revistas, ela precisava encontrar um marido por ano ou perderia seus poderes.
- Harvey Kinkle: Namorado de Sabrina, um mortal que desconhece o fato de Sabrina ser uma bruxa (No seriado, ele desconfia, mas não tem certeza).
- Salem Saberhagen: o gato de pelo curto dos Spellman. Salem foi um demônio que se transformou em um gato como punição pelo Conselho de Bruxas por tentar dominar o mundo. Salem tem a habilidade de falar e possui uma atitude sarcástica e egocentrista.
- Libby Chessler: Arqui-inimiga de Sabrina. Libby tenta roubar Harvey de Sabrina.
- Ambrose: Prima de Sabrina, um demônio.
- Esmeralda: Outra prima mais nova de Sabrina, também uma bruxa.
- Shinji: Um demônio adolescente que Sabrina encontrou enquanto estava na escola de feitiços. Tenta competir com Harvey pelo carinho de Sabrina.
- Conselho das Bruxas: Um conselho de poderosas bruxas que supervisiona a todas as bruxas.
- Enchantra: Rainha das bruxas e cabeça do Conselho das Bruxas.